# Plectris pedestris
Plectris pedestris är en skalbaggsart som beskrevs av Frey 1967. Plectris pedestris ingår i släktet Plectris och familjen Melolonthidae. Inga underarter finns listade i Catalogue of Life.